# Maubert - Mutualité (métro de Paris)
Maubert - Mutualité est une station de la ligne 10 du métro de Paris, située dans le 5e arrondissement de Paris.

## Situation
La station est implantée sous le boulevard Saint-Germain, à l'ouest de la place Maubert. Approximativement orientée selon un axe est-ouest, elle s'intercale entre les stations Cluny - La Sorbonne et Cardinal Lemoine. En direction de Gare d'Austerlitz, elle précède un raccordement à double voie avec la ligne 7. Empruntée en service commercial durant un an, de 1930 à 1931, lorsque la ligne 10 avait pour terminus Porte de Choisy, cette liaison est dorénavant inutilisée.

## Histoire

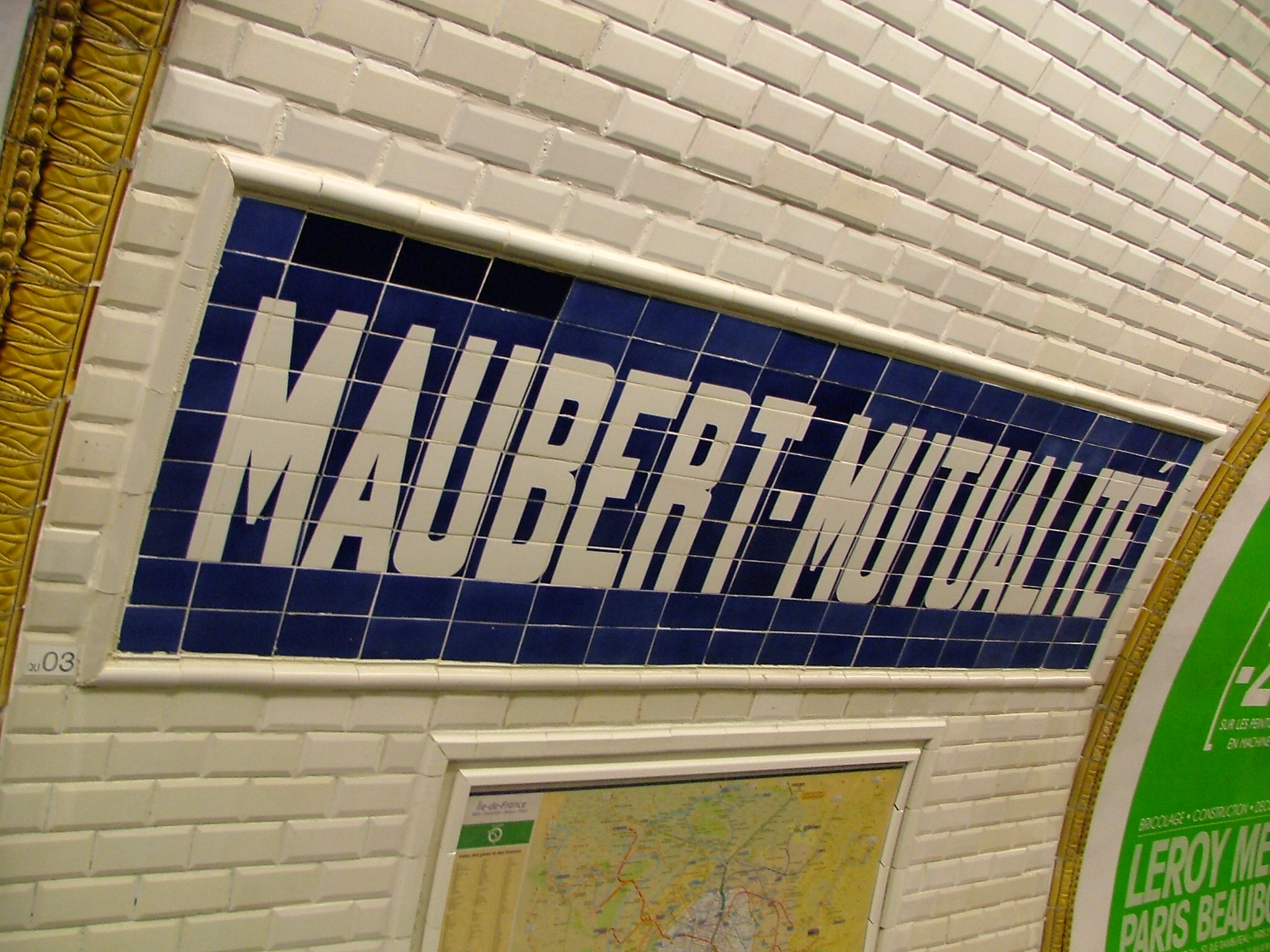
Le nom de la station en lettres blanches sur fond de céramique bleue.

La station est ouverte le 15 février 1930 avec la mise en service du prolongement de la ligne 10 depuis Odéon jusqu'à Place d'Italie (partiellement cédé à la ligne 7 l'année suivante).
Elle doit sa dénomination d'une part à sa proximité avec la place Maubert, dont le patronyme est issu dès sa création d'une déformation soit du nom d'Aubert, second abbé de Sainte-Geneviève qui créa les étals de bouchers sur ce site au XIIe siècle car ils étaient dans sa censive, soit d'Albert le Grand (1200-1280), qui a donné son nom à la rue Maître-Albert, située à proximité, au nord-est.
La station reprend d'autre part le nom de la maison de la Mutualité, salle polyvalente relativement proche.
Dans le cadre du programme « Renouveau du métro » de la RATP, ses couloirs ainsi que l'éclairage des quais ont été rénovés le 21 octobre 2003, tandis qu'un petit aménagement lumineux spécifique a été inauguré sur les quais.
En 2019, 2 226 690 voyageurs entrent à cette station ce qui la place à la 233e position des stations de métro pour sa fréquentation sur 302.
En 2020, avec la crise du Covid-19, 913 919 voyageurs sont entrés dans cette station, ce qui la place à la 253e position des stations de métro pour sa fréquentation.
En 2021, la fréquentation remonte progressivement, avec 1 280 387 voyageurs qui sont entrés dans cette station ce qui la place à la 253e position des stations de métro pour sa fréquentation sur 304,.

## Services aux voyageurs

### Accès
La station dispose de trois accès répartis en quatre bouches de métro, ornées pour chacune d'une balustrade de type Dervaux :
- l'accès 1 « Rue Lagrange », constitué de deux escaliers fixes ornés chacun d'un candélabre Dervaux, débouchant de part et d'autre du boulevard Saint-Germain à l'ouest de la place Maubert, l'un au droit du no 49, l'autre face au no 62 ;
- l'accès 2 « Place Maubert - Palais de la Mutualité », également constitué d'un escalier fixe agrémenté d'un mât Dervaux, se trouvant à l'ouest de la place en bordure du trottoir impair du boulevard Saint-Germain ;
- l'accès 3 « Rue des Carmes », constitué d'un escalier mécanique montant permettant uniquement la sortie depuis le quai en direction de Gare d'Austerlitz, se situant sur la même place au droit du no 47 ter du boulevard Saint-Germain.

Accès à la station
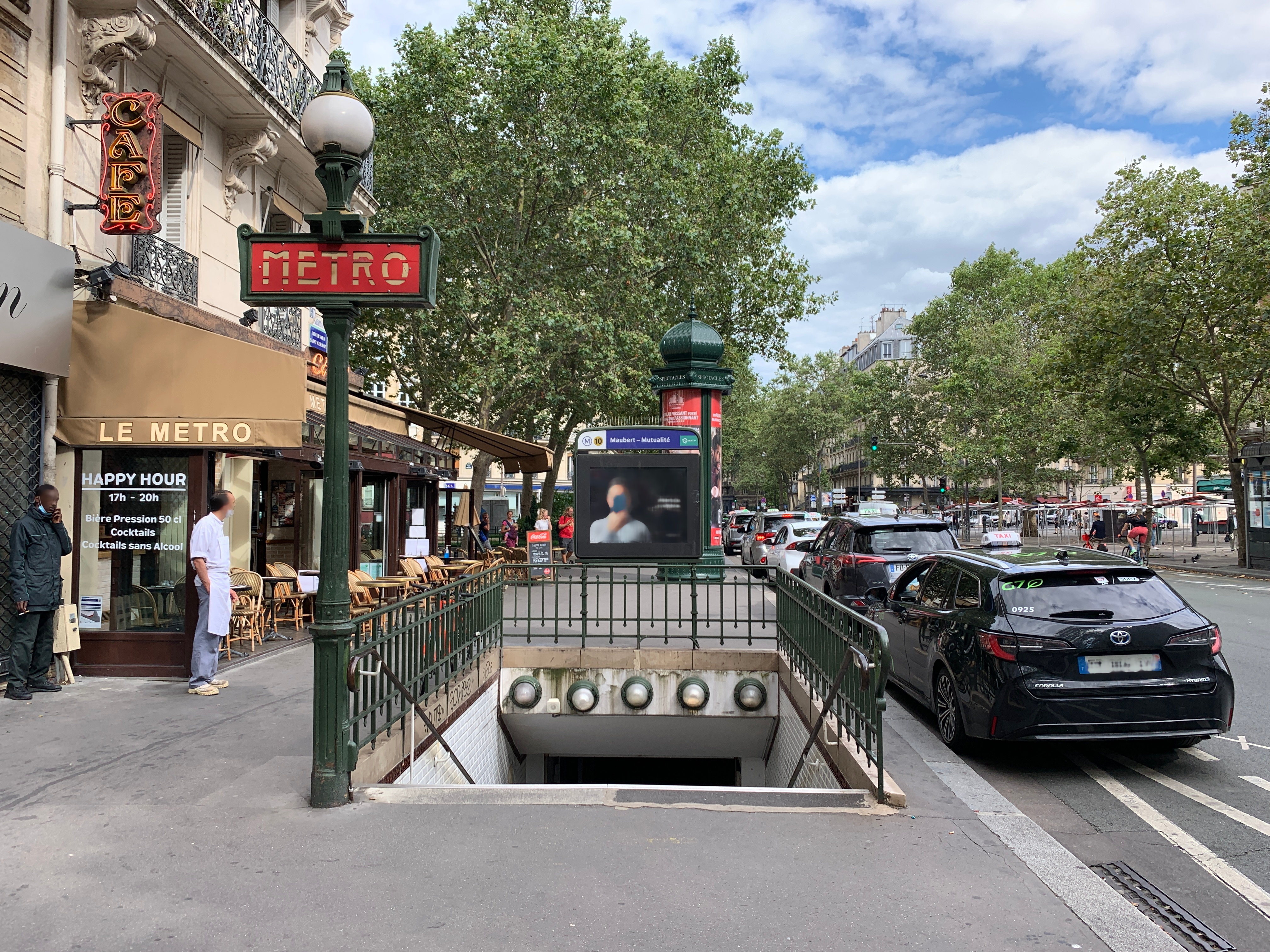
L'accès no 1 « Rue Lagrange ».
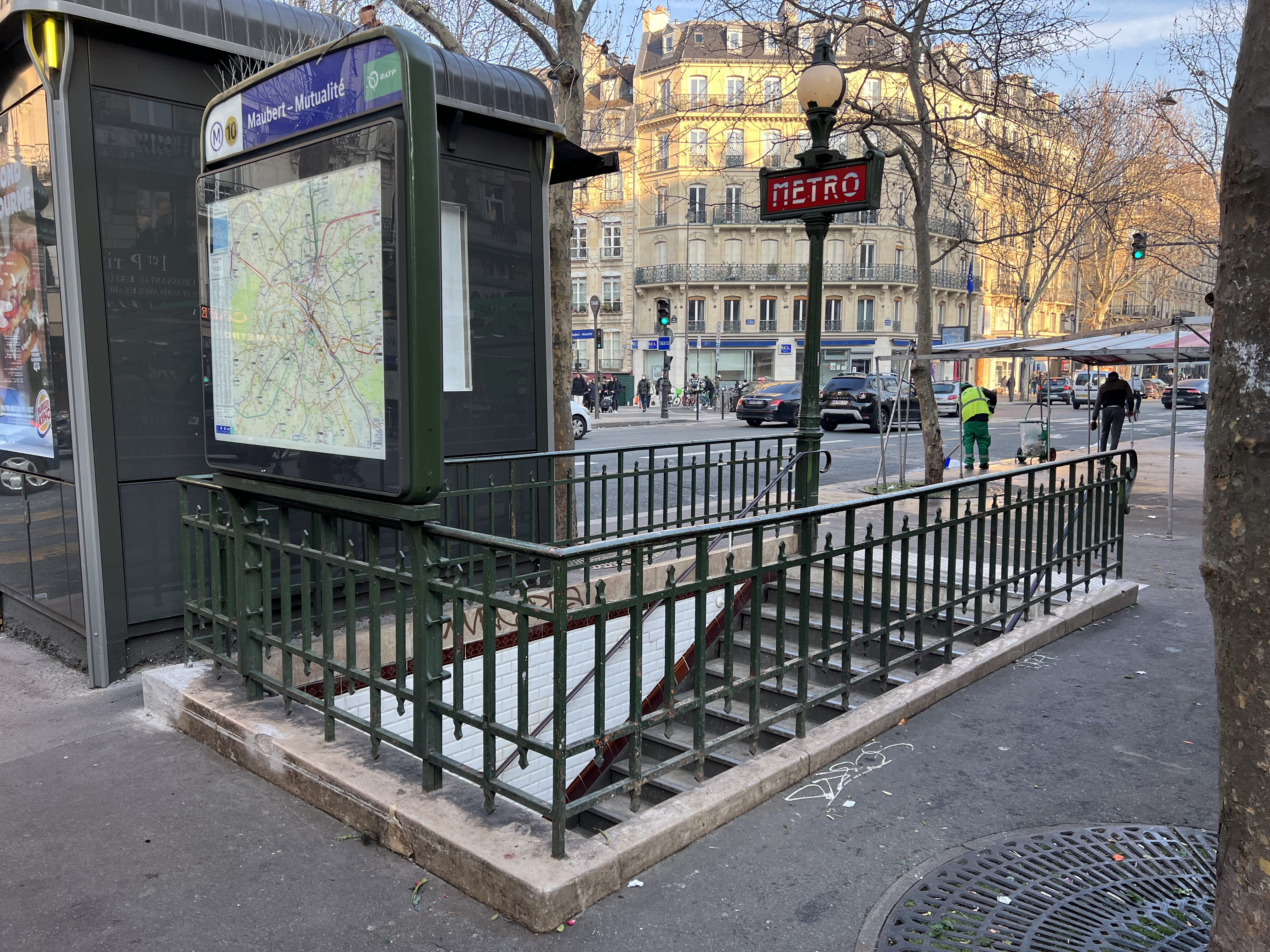
L'accès no 2 « Place Maubert ».
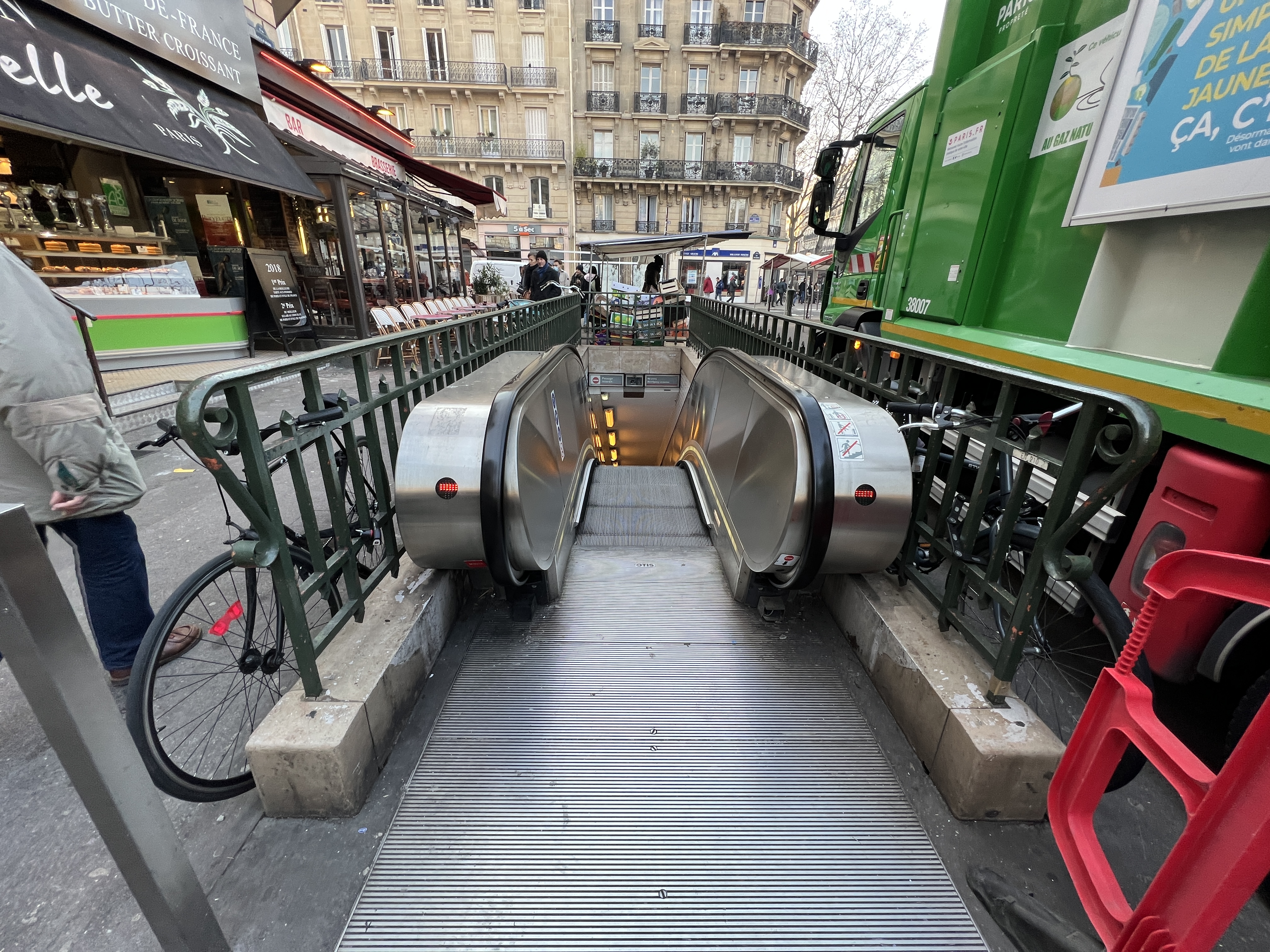
L'escalier mécanique de l'accès no 2.
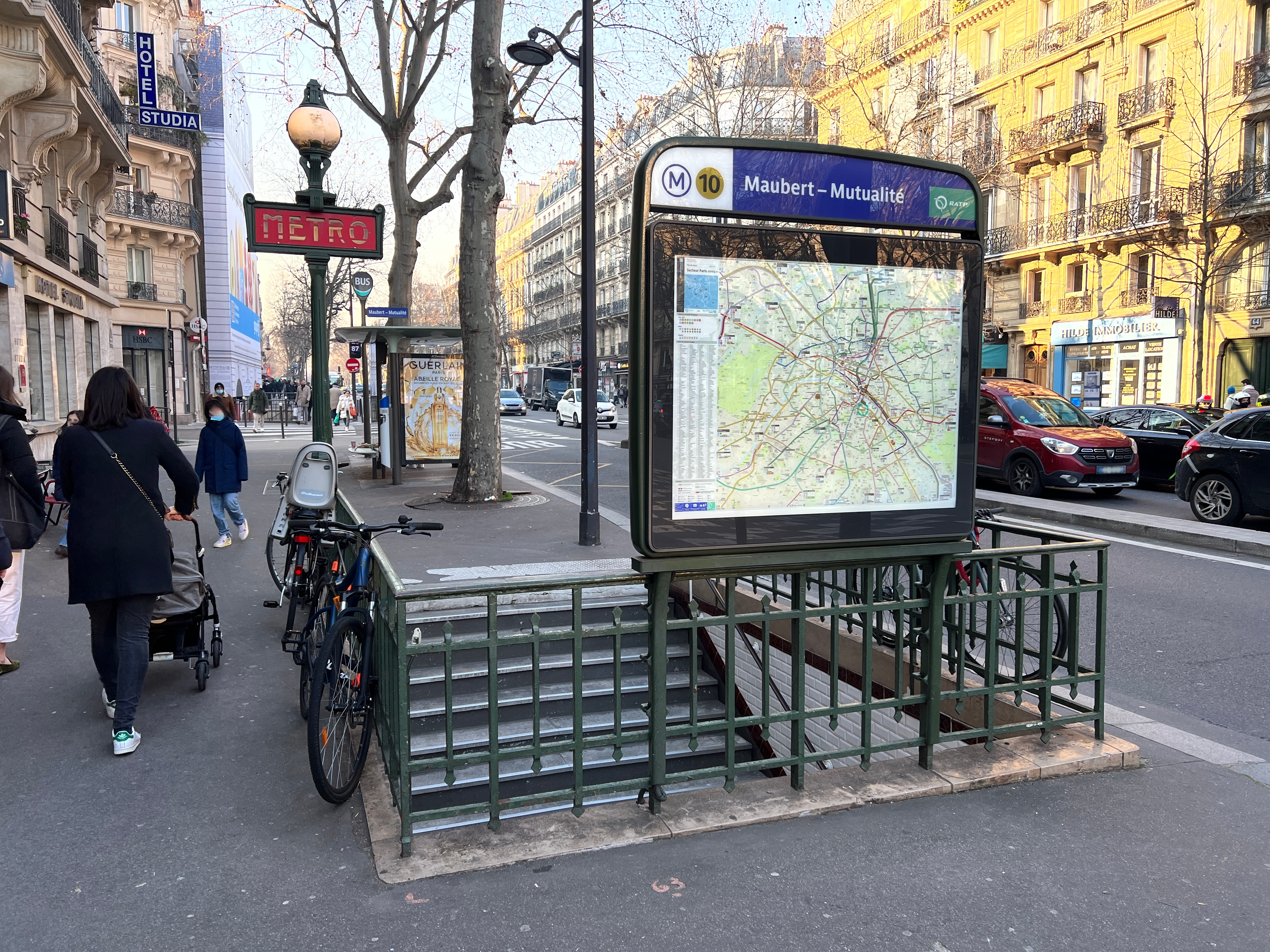
L'accès no 3 « Rue des Carmes ».

### Quais

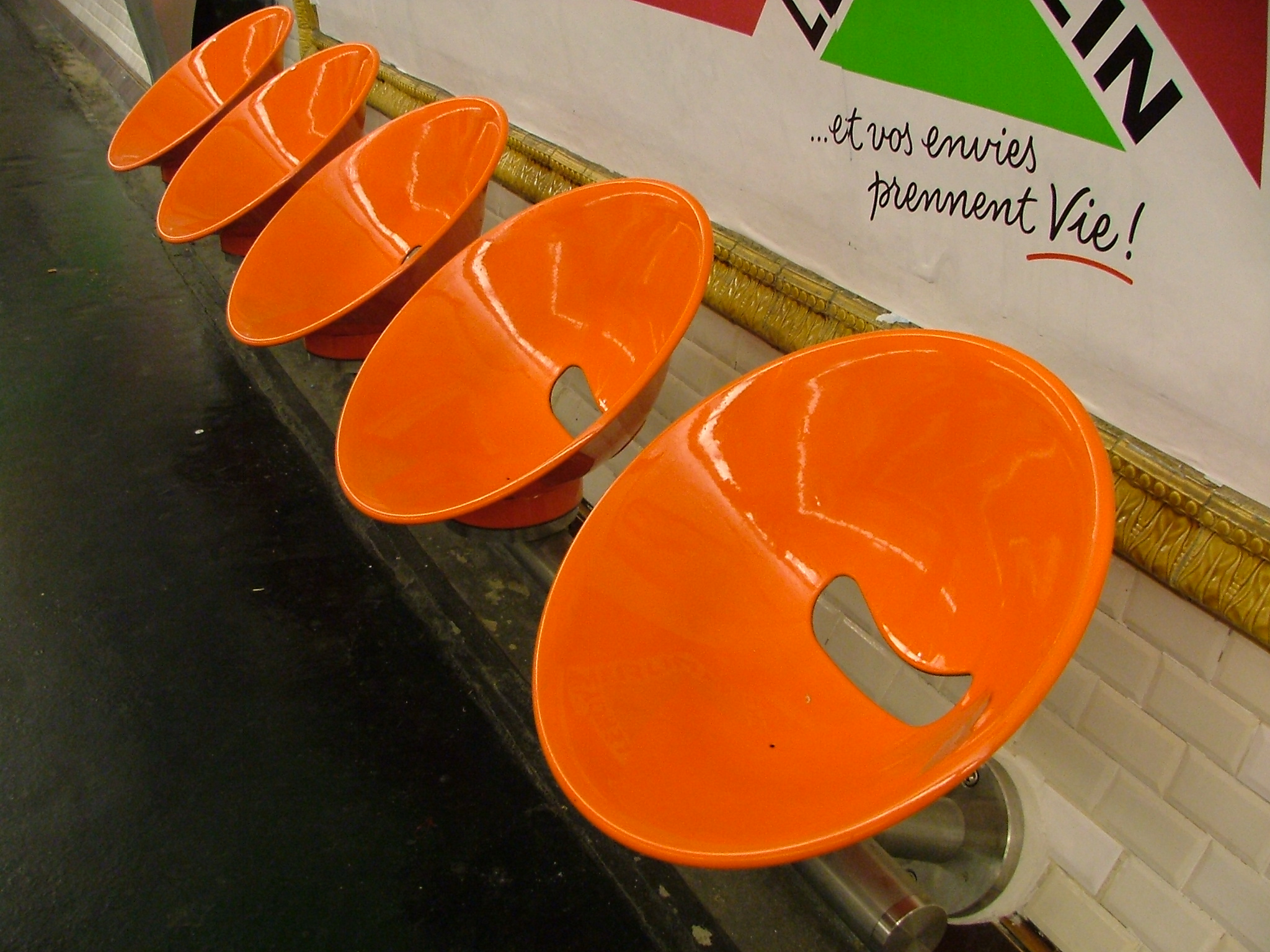
Sièges « Akiko », installés à l'occasion des travaux de rénovation.

Maubert - Mutualité est une station de configuration standard : elle possède deux quais séparés par les voies du métro et la voûte est elliptique. La décoration est du style utilisé pour la majorité des stations du métro : les bandeaux d'éclairage sont blancs et arrondis dans le style « Gaudin » du renouveau du métro des années 2000, et les carreaux en céramique blancs biseautés recouvrent les piédroits, la voûte et les tympans. Les cadres publicitaires sont en faïence de couleur miel et le nom de la station est également en faïence dans le style de la CMP d'origine. Les sièges sont de style « Akiko » de couleur orange.
La station se distingue toutefois par la présence en son centre de deux tubes parallèles de lumières jaune orangé clignotantes, lesquels suivent la courbure de la voûte, le long du couloir passant au-dessus des voies. La scénographie a été confiée à Bernard Baissait et son agence de graphisme,.

### Intermodalité
La station est desservie par les lignes 47, 63, 86 et 87 du réseau de bus RATP.

## À proximité
- Maison de la Mutualité

## Culture
Une scène du film Archimède le clochard a été tournée au sein de la station.
La station est mentionnée par le chanteur Jean Ferrat dans sa chanson Regarde-toi Paname (1961).